# Comana brunneipennis
Comana brunneipennis är en fjärilsart som beskrevs av Erich Martin Hering 1931. Comana brunneipennis ingår i släktet Comana och familjen snigelspinnare. Inga underarter finns listade i Catalogue of Life.